# Torymus barsulicus
Torymus barsulicus is een vliesvleugelig insect uit de familie Torymidae. De wetenschappelijke naam is voor het eerst geldig gepubliceerd in 2011 door Narendran & Razak.